# بروم‌تاون (آلاباما)
بروم‌تاون (به انگلیسی: Broomtown) شهرکی در شهرستان چروکی ایالت آلاباما است که مساحت آن ۱۲٫۱۶ کیلومترمربع است و در سرشماری سال ۲۰۱۰ میلادی، ۱۸۲ نفر جمعیت داشته و تراکم جمعیتی آن، ۱۴٫۹۷ در کیلومترمربع بوده است.